# 克拉根福島
克拉根福島是俄羅斯的島嶼，屬於法蘭士約瑟夫地群島的一部分，由阿爾漢格爾斯克州負責管轄，位於維爾切克島以北6公里，長3.5公里、寬1.5公里，最高點海拔高度210米。